# Стшижувка
Стшижувка, або Щижівка (пол. Strzyżówka) — село в Польщі, у гміні Дрелів Більського повіту Люблінського воєводства. Населення — 85 осіб (2011).

## Історія
У часи входження до складу Російської імперії належало до Радинського повіту Сідлецької губернії. За даними етнографічної експедиції 1869—1870 років під керівництвом Павла Чубинського, у селі проживали лише греко-католики, усе населення розмовляло українською мовою.
Село постраждало під час боїв Першої світової війни між російською та австро-угорською арміями. Внаслідок бойових дій та російської евакуації влітку 1915 року місцевого українського православного населення вглиб Російської імперії, село опустіло.
У 1921 році село входило до складу гміни Жероцин Радинського повіту Люблінського воєводства Польської Республіки. За переписом населення Польщі 10 вересня 1921 року в селі налічувалося 22 будинки та 101 мешканець (49 чоловіків та 52 жінки). Попри те, що в селі проживало 77 православних і 24 римо-католики, усі 101 житель зазначені в переписі поляками.
У 1975—1998 роках село належало до Білопідляського воєводства.

## Населення
Демографічна структура станом на 31 березня 2011 року:
|          | Загалом | Допрацездатний вік | Працездатний вік | Постпрацездатний вік |
| -------- | ------- | ------------------ | ---------------- | -------------------- |
| Чоловіки | 44      | 9                  | 32               | 3                    |
| Жінки    | 41      | 7                  | 15               | 19                   |
| Разом    | 85      | 16                 | 47               | 22                   |